# Augustissimae Virginis Mariae
Augustissimae Virginis Mariae (en español, De la augusta Virgen María) es la sexagésima quinta encíclica del paoa León XIII. publicada el 12 de septiembre de 1897, en ella recomienda el rezo del rosario y la Cofradía del Santísimo Rosario.

## Antecedentes
León XIII dedicó diez encíclicas al santo rosario, exhortando a la práctica de esta devoción mariana. La primera encíclica sobre este tema es Supremi apostolatus, del 1 de septiembre de 1883, el sexto año de su pontificado, en ella establece que se celebre con especial solemnidad la festividad de la Virgen del Santo Rosario, y que durante ese mes de octubre se rece públicamente en las parroquias e iglesias principales. El rezo del rosario en el mes de octubre es motivo de algunas otras encíclicas, y a esa fecha se refiere también en esta, Augustissimae Virginis Mariae, que es la novena dedicada al rosario,
Las alabanzas a la Cofradía del Santísimo Rosario, que se contiene en esta encíclica, tiene su continuación en Diuturni temporis, del 5 de septiembre de 1898, la última encíclica que el papa dedica al Rosario, en ella vuele a ponderar el interés de estas cofradías, y anuncia que está preparando un constitución apostólica que recoja los derechos y privilegios de que pueden disfrutar estas cofradías.

## Contenido de la encíclica
Augustissimae Virginis Mariae foveri assidue cultum et contentiore quotidie studio promoveri quantum privatim publiceque intersit, facile quisque perspiciet, qui secum reputaverit, quam excelso dignitatis et gloriae fastigio Deus ipsam collocant
Cuanto interese fomentar constantemente el culto de la Augustísima Virgen María y promoverlo diariamente en privado y en público, lo entiende fácilmente quien considere el grado altísimo de dignidad y gloria a que ha sido elevada por el Señor.

Así inicia León XIII esta encíclica, mostrando el motivo por el que considera oportuno continuar promoviendo el culto y la devoción a Nuestra Señora; y señala que, haciendo veces de Cristo en la tierra, transmite a los fieles el encargo que Jesús hizo a Juan y la tuvo consigo en casa. La cercanía del mes de octubre, le anima a escribir, como en otras ocasiones, esta encíclica con una exhortación al rezo del rosario.

### Modernas tendencias a la asociación
El papa hace notar que la tendencia natural del hombre a asociarse con los que coinciden en sus deseos e intereses se presenta con especial fuerza en la época en que escribe; una tendencia que no hay que rechazar, añade,  

a no ser, que, torciéndose esta nobilísima inclinación de naturaleza, tienda a malos fines, confederándose y reuniéndose los hombres impíos en asociaciones de varia especie "contra el Señor y contra su Cristo".

En esta situación, el papa contempla con satisfacción cómo también entre los católicos se contempla una mayor atracción hacia las asociaciones piadosas, que se hacen cada día más populares. León XIII destaca entre estas asociaciones la dignidad de la Cofradía del Santísimo Rosario, tanto por su autor, pues se atribuye al mismo santo Domingo, como por los privilegios de que ha sido dotada por los papas.

### Importancia de la oración pública
Todo el mundo sabe cuán necesaria es la oración para todos los hombres; no ciertamente para que los decretos de Dios se puedan cambiar, sino, como dice San Gregorio, "para que los hombres al pedir merezcan recibir lo que Dios Todopoderoso ha decretado desde la eternidad para concederles".
Pero, recuerda la encíclica, la oraciones públicas son mucho más excelentes que las que se hacen en privado, pues cuando se ora en común se pide por todo el pueblo, y no solo por uno mismo. En cuanto a quien se ha dirigir la oración 

La fe católica nos enseña que podemos orar no sólo al mismo Dios, sino también a los Bienaventurados del cielo, aunque de otra manera; porque pedimos a Dios como a la Fuente de todo bien, y a los Santos como de los intercesores [...] Por lo cual se dice en el Apocalipsis: 'El humo del incienso de las oraciones de los Santos subió ante Dios de la mano del ángel' [...] Ahora bien, de todos los bienaventurados en el cielo, ¿quién puede compararse con la augusta Madre de Dios en obtener la gracia? .. Porque tan grande es su dignidad, tan grande su favor ante Dios, que quien en su necesidad no quiere recurrir a Ella, trata de volar sin alas.

El papa señala otro motivo de alabanza de esta cofradía: con su oración comunitaria quedan unidos a las alabanzas que cantan en el cielo los coros angélicos, lo que hacen esperar que los que se unieron a ellos con el rezo en la tierra, algún día lo harán también en el cielo.

### Conclusiones
El papa concluye la encíclica recordando los elogios a la Cofradía del Santísimo Rosario de sus antecesores. Así recuerda que Inocencio VIII la llama devotísima cofradía y Pío V, destaca como la cofradía ha ayudado a que se desvanezcan las herejías y se manifieste la luz de la fe católica; Sixto V se manifestó devotísimo a ella. El papa, movido por el ejemplo de sus antecesores, exhorta a los obispos para que cuiden el fomento de la cofradía, de modo que aumenten los cofrades; como un motivo más de este cuidado de la cofradía se refiere a la hermosísima manifestación de piedad que supone el Rosario que llaman perpetuo. Termina la encíclica con una bendición especial para esta Cofradía, junto con la habitual bendición apostólica a los obispos, a su clero y a todos sus fieles.